# 張順

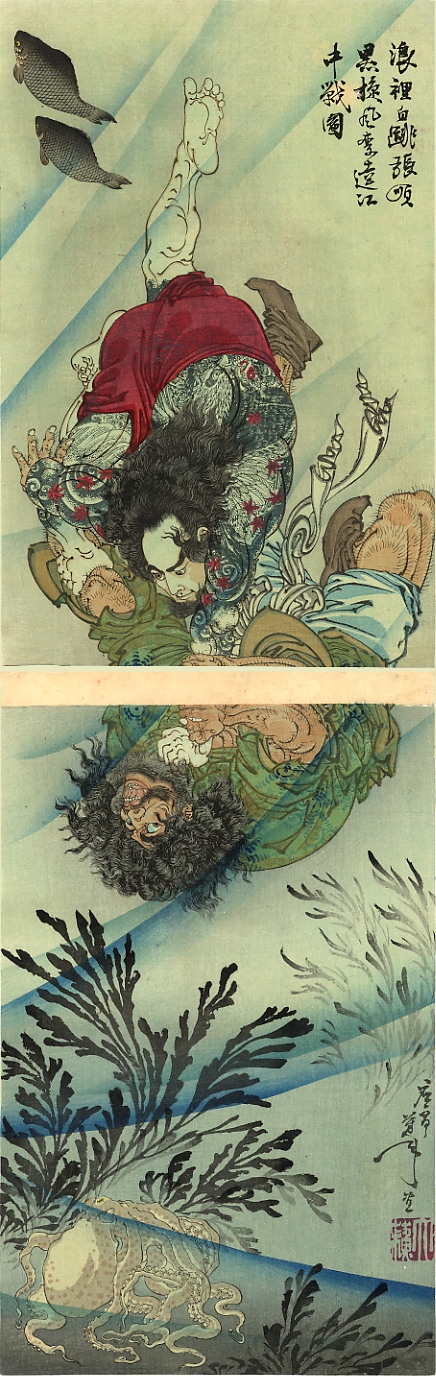
張順と李逵。月岡芳年「浪裡白跳張順黒旋風李逵江中戦図」（1887年）

張 順（ちょう じゅん）は、中国の小説で四大奇書の一つである『水滸伝』の登場人物。モデルは宋の度宗・咸淳8年（1272年）に没した南宋の武将・張順とされる。
梁山泊第三十位の好漢。天損星の生まれ変わり。渾名は「浪くぐりのハヤ」を意味する浪裏白跳（ろうりはくちょう）。歳は32、3。中背でまるで薄絹のような白い肌と三すじの黒髭を持つ。実兄は船火児の張横。性格は負けん気が強く、安道全を仲間に引き込んだ時のように強引な行動を取ることもあるが、抜け駆けをしようとした兄・張横をたしなめるなど思慮分別のある様も垣間見える。大変な泳ぎの達人で、四、五十里（約20km）を泳ぎ、数日間を水中で過ごすことができるという、水泳の達人が多い水軍頭領の中でもずば抜けた水泳技能を持っていた。梁山泊では水軍頭領のひとりとして活躍した。その容姿や特技などから、どこか人間離れした雰囲気を持ち宋江の台詞によると霊験をあらわすことができる能力を持っていたという。そのためか作中でも死後、元々の神格である百八星とは別に、長江の水神金華将軍として祀られるという、悟りを開いて入寂した魯智深に次ぐ破格の扱いを受けている。

## 生涯
はじめは張横と共に揚子江で闇渡し舟をして旅人の金銭を巻き上げていたが、堅気になりたいと思い、兄と別れ江州に移って魚問屋を営むようになった。ある時、生簀へ向かうと色の黒い大男が漁師たちを片っ端から殴り飛ばしている。聞けば魚の競りが始まらないうちに魚を売れと我儘を言っているというので、張順はこれを懲らしめようとするが大男は非常に強く手も足も出ない。そこへ大男、江州の牢番である李逵の上司である牢役人の戴宗と囚人が一人喧嘩を止めにやってきた。腹の虫が収まらない張順は李逵を上手く水中に引きずり込んで、陸地とは逆に散々懲らしめた。陸にあがると囚人から兄・張横の手紙を差し出され、その囚人が天下の義士・宋江であると知る。李逵が魚を早く売れと聞かなかったのも、宋江をもてなすためと聞いたので仲直りし、一番活きのいい魚を振舞って一緒に酒を飲み、宋江とも親しくなった。
その後、宋江が元通判（副知事）黄文炳に陥れられ、それを助けようとした戴宗ともども処刑されそうになった。張順は兄の元へ行ってこれを知らせ李俊らと共に近隣の船乗りを引き連れ救出へ向かう。江州に着くと梁山泊の晁蓋らに二人は救出されており、官憲に追われていた一行を船に乗せて退避、黄文炳を制裁した後、梁山泊へ入った。
梁山泊では水軍の頭領として活躍。宋江が病に倒れると、以前母親の病を母親を治してもらった名医安道全を迎えに、建康へ行く。ここで水賊の截江鬼の張旺と油中鰍の孫五に襲われて以前自分たちがやっていたように金品を奪われ簀巻きにされて川に放り込まれるが、持ち前の泳ぎの技でなんとか脱出。助けてもらった酒屋の主人の息子・王定六の協力もあり、馴染みの妓女の李巧奴（張旺の情婦）に引き止められて、渋る安道全を殺人者に仕立て上げて、無理やり同行させ、さらに王定六の手引きで張旺に対しても報復して斬り捨てた後に、梁山泊へ戻った。
百八星集結後は改めて水軍頭領の一人に任命され、張横とともに西の水塞を守る。朝廷への帰順には他の水軍頭領同様、徹底的に反対する。官軍の海鰍船が攻め寄せた時は、水上戦でこれを打ち破り、敵司令官で梁山泊の宿敵の一人・高俅を捕らえる殊勲をあげる。だが結局、梁山泊は朝廷の招安を受け入れ帰順、張順ら水軍頭領は渋々これに従うが、その後もこれまでどおり働いた。ただ、李俊らとともに宋江に梁山泊へ不満をぶちまけるなど最後まで朝廷への不信感は消えなかった。
方臘討伐の中盤、敵軍が杭州城に篭城すると川を泳いで城内に忍び込むことを進言。単独城門前まで忍び寄るが、備えがあったために敵兵に発見される。あわてて水中に逃げ込もうとするが、一瞬遅く矢や投げ槍、岩で攻撃されて戦死した。その夜、宋江の夢に現れて別れを告げた。杭州城が陥落すると、張横の体に乗り移って敵指揮官の方天定を殺害し、宋江の前に首を捧げる。張順は竜王によって神に封じられ、魂魄となって方天定についていたところ張横を見かけたので、体を借りて成敗したと告げて去った。

## 史実における張順
宮崎市定らが指摘する通り、上記の張順の最期は、実在の南宋の武将・張順の最期の話を写したものだとされている。南宋の張順は、1267年～1273年に行われた襄陽・樊城の戦いの時、元軍に包囲された襄陽城に兵糧を運び込もうとした所、封鎖された河を突破する時に『水滸伝』同様の討ち死にを遂げ、襄陽の守将呂文煥から神として祀られた。水滸伝の張順も作中の漢詩から明らかにこの南宋の張順を踏まえたキャラクターになっている。（宮崎『水滸伝　虚構の中の史実』中公文庫、宋史張順伝など）